# Alan Withers
Alan Withers (Bulwell, 20 ottobre 1930 – Nottingham, 29 novembre 2017) è stato un calciatore inglese, di ruolo attaccante.

## Caratteristiche tecniche
Era un'ala sinistra.

## Carriera
Dopo aver giocato nelle giovanili dei dilettanti dell'Aspley nel 1950 si trasferisce al Blackpool, club della prima divisione inglese, con il quale all'età di 20 anni esordisce tra i professionisti, realizzando 5 reti in 8 partite di campionato giocate (tra l'altro con una tripletta all'esordio, nella vittoria per 3-1 sul campo dell'Huddersfield Town del 18 novembre 1950); rimane in squadra con i Tangerines per complessive 5 stagioni, trovando poco spazio per via della folta concorrenza nel suo ruolo e dell'alto livello del club, che durante la sua permanenza in squadra (caratterizzata da complessive 17 presenze e 6 reti in incontri di campionato) ottiene un terzo, un sesto ed un settimo posto e gioca due finali di FA Cup, vincendone una (la FA Cup 1952-1953). Successivamente Withers gioca per un triennio con il Lincoln City, club che lo acquista per 350 sterline e con il quale tra il 1955 ed il 1958 realizza complessivamente 17 reti in 98 presenze nella seconda divisione inglese; scende poi in terza divisione al Notts County; con il club bianconero in quattro anni di permanenza mette a segno 22 reti in 121 partite di campionato, la maggior parte delle quali in terza divisione (tra il 1958 ed il 1962 l'unica stagione non giocata in questa categoria è infatti la 1959-1960, conclusasi con una promozione dalla quarta alla terza divisione). Termina infine la carriera con i semiprofessionisti del Wisbech Town.
In carriera ha totalizzato complessivamente 235 presenze e 46 reti nei campionati della Football League.

## Palmarès

### Club

#### Competizioni nazionali
- Coppa d'Inghilterra: 1

Blackpool: 1952-1953